# 下野一霍
下野 一霍（しもの いっかく、1889年（明治22年）9月11日 - 1969年（昭和44年）6月24日）は、日本の陸軍軍人。最終階級は陸軍中将。旧姓、松原。

## 経歴
東京府出身。1911年（明治44年）5月、陸軍士官学校（23期）を卒業。同年12月、砲兵少尉任官。1914年（大正3年）11月、陸軍砲工学校高等科（第20期）を優等で卒業。さらに1919年（大正8年）11月、陸軍大学校（31期）を優等で卒業した。
1932年（昭和7年）4月、陸大教官となり、1934年（昭和9年）9月、砲兵大佐に昇進。1935年（昭和10年）3月、野戦重砲兵第8連隊長に就任。1937年（昭和12年）3月、第6師団参謀長に発令され、谷寿夫師団長に仕える。日中戦争に出征し、第二次上海事変、南京攻略戦、徐州会戦に参加。1938年（昭和13年）3月、陸軍少将に進級し下志津陸軍飛行学校付となる。
1938年7月、熊谷陸軍飛行学校幹事に転じ、第9飛行団長に異動。1940年（昭和15年）8月、下志津飛行学校長となり、同年12月、陸軍中将に進み太平洋戦争を迎えた。
1942年（昭和17年）2月、漢口で新設された第58師団長に親補され、司令部を応城に置き、前身であった独立混成第18旅団の任務を引き継ぎ応城付近の警備や治安維持に従事した。1944年（昭和19年）3月、南方軍付となり、同年5月、同軍兵站監に就任したが、同年12月、東部軍付となり帰国。1945年（昭和20年）2月、予備役編入となった。
1947年（昭和22年）11月28日、公職追放仮指定を受けた。

## 著書
- 五島広作編『南京作戦の真相 - 熊本第六師団戦記』東京情報社、1965年。